# 查尔斯·久德·布赖恩特
查尔斯·久德·布赖恩特（英語：Charles Gyude Bryant，1949年1月17日—2014年4月16日），2003年10月14日宣誓就任利比里亚全国过渡政府主席直至2006年1月16日。
布赖恩特在1984年创建利比里亚行动党，1992年任该党主席。1997年前总统查尔斯·泰勒执政后，对内实行独裁统治，利国内局势一直动荡不安。2003年8月11日，迫于内外压力，泰勒总统向副总统摩西·布拉移交权力，流亡尼日利亚。布拉就任临时总统。8月18日，布拉政府与利比里亚联合人民党、利民运和各政党社团共同签署《阿克拉和平协定》，并于10月中旬组建全国过渡政府。商人出身的布赖恩特由于在政治上相对中立而被各个政治阵营所接受，最终被推举为全国过渡政府主席，并于10月14日宣誓就职。
在2005年利比里亚总统大选中，埃伦·约翰逊-瑟利夫胜出，并于2006年1月从布赖恩特手中接过大权，就职成为利比里亚第24任總統，她也是首位非洲女总统。
2014年4月16日，布赖恩特在利比里亚首都蒙罗维亚的约翰·F肯尼迪医疗中心因病去世。

## 挪用公款
2007年1月，布赖恩特由于涉嫌腐败而接受了警方的问讯，并于2月27日因涉嫌挪用公款而被起诉。据称，他任职期间政府非法挪用了超过100万美元的公款。3月12日有关方面发出对布赖恩特的逮捕令。次日布赖恩特被逮捕，但随后很快被保释。在法庭上，被告辩护人坚持布赖恩特作为国家首脑，其行为在宪法上享有豁免权；控方则表示，《阿克拉和平协定》的签订使得布赖恩特于2003年8月在宪法基础以外被任命，因此他不应享有豁免权。2007年8月24日最高法院裁决布赖恩特不享有豁免权，决定正式对其涉嫌挪娜公款展开审讯。
2007年12月7日，由于布赖恩特坚持他享有豁免权而在当周早些时候拒绝到庭，从而触犯了保释法令并因此被捕。当他被带往蒙罗维亚的看守所时，他说：“这是利比里亚非常、非常黑暗的一天。这就是我们恢复国家和平与民主后所得到的回报。”12月10日，他最终同意签署一份保证书声明未来将按时到庭，并获得释放。

## 外部連結
- 利比里亞新領導人宣誓就職 （页面存档备份，存于）

| 前任： 摩西·布拉 | 利比里亚全国过渡政府主席 2003年－2006年 | 繼任： 埃伦·约翰逊·瑟利夫 |